# Rinku Gate Tower Building
Il Rinku Gate Tower Building (りんくうゲートタワービル Rinkū Gēto Tawā Biru) è un grattacielo alto 256 metri situato a Rinku Town, Izumisano in Giappone. L'edificio, di 56 piani, è stato progettato da Nikken Sekkei e Yasui Architects & Engineers e completato nell'agosto 1996. Attualmente è il terzo edificio più alto del Giappone dopo l'Abenobashi Terminal Building e la Yokohama Landmark Tower.